# Kerk van Tyngsjö
De kerk van Tyngsjö staat in het Zweedse plaatsje Tyngsjö in het landschap Dalarna. De kerk werd ingewijd in 1876 door de architect Johan Erik Söderlund. In 1970 sloeg de bliksem in waardoor een gedeelte afbrandde. De bewoners van het dorp wisten het grootste gedeelte van de kerk te redden. 